# Ditrichophora lenis
Ditrichophora lenis är en tvåvingeart som beskrevs av Cresson 1940. Ditrichophora lenis ingår i släktet Ditrichophora och familjen vattenflugor. Inga underarter finns listade i Catalogue of Life.